# Лингва франка нова
Лингва франка нова, скраћено позната као LFN и колоквијално познат као Elefen, је помоћни конструисани језик који је првобитно креирао Ц. Георге Боерее са Универзитета Шипенсбург, Пенсилванија, и даље развијен од стране многих својих корисника. Његов речник се заснива првенствено на романским језицима, наиме француском, италијанском, португалском, шпанском и каталонском. Лингуа Франца Нова има фонемски правопис заснован на 22 слова латиничног писма (ћирилично писмо је било сузванично до 2021. године).

## Граматика

### Правопис и изговор

#### Абецеда
Елефен користи најпознатије писмо на свету: латиницу или латиницу.
- мала слова
  - а б ц д е ф г х и ј л м н о п р с т у в к з
- Велика слова
  - А Б В Д Е Ж Г Х И Ј Л М Н О П Р С Т У В Кс Ж

K (k), Q (q), W (w) иY (y) се не појављују у обичним речима. У око стотину међународних речи нероманског порекла, W се може написати за U, а Y за I, како би се правопис лакше препознао: ioga/yoga, piniin/pinyin, sueter/sweter, ueb/web. Осим тога, K, Q, W и Y се користе само за очување оригиналних облика властитих именица и речи које нису Елефен.
H такође није уобичајен, али се налази у неким техничким и културним терминима.

#### Велика слова
Велико слово се користи на почетку прве речи у реченици.
Велика слова се такође користе на почетку властитих именица. Када се властита именица састоји од неколико речи, свака реч се пише великим словом - осим мањих речи као што су la и de :
- Људи, стварни или измишљени, као и персонификоване животиње и ствари
  - Maria, San Paulo, Barack Obama, Jan de Hartog, Seniora Braun, Oscar de la Renta, Mickey Mouse
- Организације (нпр. компаније, друштва)
  - Ikea, Nasiones Unida, Organiza Mundal de Sania
- Политички субјекти (нпр. нације, државе, градови)
  - Frans, Atina, Site de New York, Statos Unida de America
- Географске локације (нпр. реке, океани, језера, планине)
  - la Alpes, Rio Amazon, Mar Atlantica
- Слова абецеде
  - E, N

Али код наслова уметничких и књижевних дела, само прва реч наслова је написана великим словом (заједно са свим сопственим именицама које се појављују):
- Un sonia de un note de mediaestate – Сан летње ноћи
- La frates Karamazov – Браћа Карамазови
- Tocata e fuga en D minor – Токата и фуга у Д-молу

Понекад, као у упозорењима, велика слова се користе да би се ИСТИЦНЕле читаве речи или фразе.
Елефен користи мала слова на местима где неки језици користе велика:
- Дани у недељи
  - lundi, jovedi – понедељак, четвртак
- месеци
  - marto, novembre – март, новембар
- Празници и сличне прилике
  - natal, ramadan, pascua – Божић, Рамазан, Ускрс
- Вековима
  - la sentenio dudes-un – двадесет први век
- Језици и народи
  - catalan, xines – каталонски, кинески
- Скраћенице
  - lfn, pf

#### Имена слова
За именовање слова у говору користе се следећи слогови, нпр. када се пише реч:
- a be ce de e ef ge hax i je ka el em en o pe qua er es te u ve wa ex ya ze

То су именице и могу се множити:as, bes, efes.
У писаном облику, може се једноставно представити само слово, написано великим, додајући -s за множину:
- La parola “matematica” ave tre As, du Ms (pronounced emes), e un E. – Реч „matematica“ има три Aс, два Mс и E.